# Perry River (Nunavut)
Der Perry River (Inuktitut Kuugjuaq) ist ein Zufluss des Queen Maud Gulf in Nunavut in Kanada.

## Flusslauf
Der Perry River verläuft in den Regionen Kivalliq und Kitikmeot. Er hat seinen Ursprung im MacAlpine Lake. Diesen entwässert er an dessen Ostufer. Der Perry River fließt in nördlicher Richtung zum Queen Maud Gulf. Er durchfließt dabei die Tundralandschaft des Kanadischen Schildes. 20,5 km oberhalb der Mündung spaltet sich ein größerer linker Mündungsarm ab, von welchem später zwei Flussarme zum rechten Hauptmündungsarm abzweigen. Zwischen den beiden Mündungsarmen befinden sich drei größere Inseln, Mann Island, Lee Island und Winter Island. In den westlichen Flussarm mündet der Laine Creek, in den östlichen Flussarm mündet der Gavin River. Der Perry River mündet in die Chester Bay an der Südküste des Queen Maud Gulf. Der Perry River entwässert ein Areal von etwa 8000 km². Das Gebiet nördlich 66º 20’ nördlicher Breite (in etwa auf Höhe des Polarkreises) liegt im Vogelschutzgebiet Ahiak Migratory Bird Sanctuary. 

## Geschichte
Früher existierte für einige Zeit ein Handelsposten der Hudson’s Bay Company am Perry River.